# 青島流亭国際空港
青島流亭国際空港（ちんたおりゅうてい こくさいくうこう）は、中華人民共和国・山東省青島市にかつて存在した国際空港である。青島市内から北へ約23kmの場所にあり、山東航空がハブとしていた。
2021年8月12日、青島膠東国際空港の開港に伴い閉鎖された。

## 歴史
- 1982年8月5日 : 中国民航山東省管理局所属の空港として開港
- 1986年6月27日 : 香港線就航開始
- 1994年9月7日 : 大阪/関西線就航開始によって山東省内 初の国際空港となる
- 1994年12月24日 : ソウル/仁川線就航開始
- 1998年 : シンガポール線就航開始
- 2012年9月3日 : 東京/成田線（全日空[1]）就航開始
- 2021年8月12日：青島膠東国際空港が開港により、全運航便が移転。その後当空港は閉鎖される予定。

## 就航路線
青島膠東国際空港への全面移転に伴い、当空港における航空便の運用は終了済み。

### 過去の就航路線

#### 国内線
- 中国国際航空 (CCA)
- 中国東方航空 (CES)
- 中国南方航空 (CSN)
- 海南航空 (CHN)
- 山東航空 (CDG)
- 上海航空 (CSH)
- 深圳航空 (CSZ)
- 春秋航空 (CQH)
- 厦門航空 (CXA)
- 吉祥航空 (DKH)

#### 国際線
- 中国国際航空 (CA) : ソウル/仁川
- 中国東方航空 (MU) : 東京/成田、大阪/関西、名古屋/中部、福岡、香港、ソウル/仁川
- 山東航空 (SC) : 東京/成田、札幌/新千歳、ソウル/仁川、釜山、大邱、デリー(昆明経由)
- 春秋航空 (CQH) : 大阪/関西[2]
- 香港ドラゴン航空 (KA) : 香港
- 全日本空輸 (NH) : 東京/羽田、東京/成田、大阪/関西
- 大韓航空 (KE) : ソウル/仁川
- アシアナ航空 (OZ) : ソウル/仁川
- チェジュ航空 (7C) : ソウル/仁川
- エアプサン (BX) : 釜山
- エバー航空 (BR) : 台北/桃園
- スクート (TZ) : シンガポール
- ルフトハンザドイツ航空 (LH) : フランクフルト

## 空港アクセス
- 青島地下鉄
  - ■1号線流亭駅 - 当空港より徒歩で近く